# Реджеп Тайїп Ердоган (стадіон)
Стадіон «Реджеп Тайїп Ердоган» (тур. Recep Tayyip Erdoğan Stadyumu) — футбольний стадіон у місті Стамбул, Туреччина, домашня арена ФК «Касимпаша».

## Історія
Стадіон побудований та відкритий 1921 року під назвою «Касимпаша Стадіум» як домашня арена однойменного клубу. У 2005 році здійснено капітальну реконструкцію із перебудовою всіх конструкцій та облаштуванням сучасної інфраструктури. Потужність двох нових трибун становила 9576 глядачів. 2008 року за рахунок спорудження двох нових трибун стадіон розширено до 14 234 місць. Глядацькі місця розміщуються на чотирьох трибунах, над двома з яких споруджено дах. У 2010 році арену приведено до вимог УЄФА.
У 2008 році арені присвоєно ім'я турецького політика та у минулому гравця «Касимпаші» Реджепа Тайїпа Ердогана.